# Marjasaaret (ö i Lappland)
Marjasaaret är en ö i Finland. Den ligger i sjön Enare träsk och i kommunen Enare i den ekonomiska regionen Norra Lappland och landskapet Lappland, i den norra delen av landet, 1 000 km norr om huvudstaden Helsingfors. Öns area är 34,2 hektar och dess största längd är 1,4 kilometer i nord-sydlig riktning.  Notera att namnet antyder att det är fråga om flera öar.